# ジェラルディン・スコット
ジェラルディン・ナイト・スコット（Geraldine Knight Scott、1904年 - 1989年8月2日）は、アメリカの造園家、園芸家、ランドスケープアーキテクトで、女性のランドスケープ・アーキテクトとして最初のライセンス取得者。

## 人物概要
1904年、アイダホ州ウォレスに生まれる。1926年カリフォルニア大学バークレー校ランドスケープデザイン学科を卒業。1928年、コーネル大学大学院修士課程修了。
1930年にはヨーロッパに渡り、パリのソルボンヌ大学、ローマのアカデミア・デラ・アートにてデザインを学ぶ。1933年から、カリフォルニア・バークレーにオフィスを開設し、ランドスケープデザインの設計実務活動を展開する。この間1943年サンノセ・アダルト・エデュケーションで教育にも従事。
1952年から1968年まで、カリフォルニア大学バークレー校環境デザイン学部造園学科の教授として、教鞭をとる。
カリフォルニア大学バークレー校ではおもに特に、植物材料や植栽計画を担当していた。